# Koman Coulibaly
Koman Coulibaly, né le 4 juillet 1970 au Mali, est un arbitre de football international malien. 
Coulibaly arbitre des matchs entre sélections nationales, dont la finale de la Coupe d'Afrique des nations 2010. Il est sélectionné pour arbitrer les matches de la Coupe du monde de football de 2010 en Afrique du Sud.
Lors de la Coupe du monde de football de 2010, il est l'objet de controverse lors du match États-Unis - Slovénie, où il refuse un but de Maurice Edu sans raison apparente.